# Fikru Tefera
Fikru-Teferra Lemessa (Addis Abeba, 24 gennaio 1986) è un allenatore di calcio ed ex calciatore etiope, di ruolo attaccante. Direttore tecnico del Sebeta Kenema.

## Carriera

### Club
In carriera ha giocato in patria con Adama City e St. George (con cui ha vinto due campionati consecutivi ed una Supercoppa nel 2005). Nella stagione 2006-2007 ha militato con gli Orlando Pirates nella massima serie sudafricana, che ha poi vinto per due volte consecutive tra il 2007 ed il 2009 con la maglia del Supersport United, con cui in campionato ha totalizzato 46 presenze e 5 reti. Nel 2009 è venuto a giocare in Europa, nei cechi del Mladá Boleslav, dove in 9 partite di campionato non ha mai segnato. Ha quindi fatto ritorno al Supersport United, con cui nella stagione 2010-2011 ha messo a segno 3 gol in 20 presenze, per poi andare al KuPs nella massima serie finlandese.
In seguito ha giocato nella massima serie vietnamita e nuovamente in quella sudafricana. Ha anche giocato nella seconda serie sudafricana nel Milano United e successivamente nella neonata Indian Super League; fa il suo esordio in questa competizione il 12 ottobre 2014 nella partita vinta per 3-0 in casa contro il Mumbai City, nella quale mette anche a segno un gol. Chiude il campionato con 5 gol in 12 presenze e vincendo il torneo. Dal gennaio 2015 gioca in Sudafrica nel Bidvest Wits, con cui ha segnato una rete nella sua partita d'esordio.

### Nazionale
Tra il 2003 ed il 2014 ha rappresentato la nazionale etiope, con la quale ha segnato in totale 7 gol in 20 presenze.

### Dopo il ritiro
Nel 2022 assume l'incarico di direttore tecnico del Sebeta Kenema.

## Statistiche

### Presenze e reti nei club
| Stagione                 | Club                     | Campionato               | Campionato | Campionato | Coppe nazionali | Coppe nazionali | Coppe nazionali | Coppe continentali | Coppe continentali | Coppe continentali | Supercoppe | Supercoppe | Supercoppe | Totale | Totale |
| Stagione                 | Club                     | Comp                     | Pres       | Reti       | Comp            | Pres            | Reti            | Comp               | Pres               | Reti               | Comp       | Pres       | Reti       | Pres   | Reti   |
| ------------------------ | ------------------------ | ------------------------ | ---------- | ---------- | --------------- | --------------- | --------------- | ------------------ | ------------------ | ------------------ | ---------- | ---------- | ---------- | ------ | ------ |
| 2006-2007                | Orlando Pirates          | PD                       | 19         | 2          | NC              | 0               | 0               | -                  | -                  | -                  | -          | -          | -          | 19     | 2      |
| 2007-2008                | SuperSport Utd           | PD                       | 25         | 4          | NC              | 0               | 0               | -                  | -                  | -                  | -          | -          | -          | 25     | 4      |
| 2008-2009                | SuperSport Utd           | PD                       | 21         | 1          | NC              | 0               | 0               | CAF                | 0                  | 0                  | -          | -          | -          | 21     | 1      |
| 2009-2010                | Mladá Boleslav           | 1L                       | 9          | 0          | CR              | 0               | 0               | -                  | -                  | -                  | -          | -          | -          | 9      | 0      |
| 2010-2011                | SuperSport Utd           | PD                       | 21         | 4          | NC              | 0               | 0               | CAF                | 1                  | 0                  | MTN 8+TK   | 0+2        | 0+0        | 24     | 4      |
| Totale SuperSport United | Totale SuperSport United | Totale SuperSport United | 67         | 9          |                 | 0               | 0               |                    | 1                  | 0                  |            | 2          | 0          | 70     | 9      |
| 2011-2012                | KuPS                     | V                        | 8          | 0          | SC              | 1               | 0               | -                  | -                  | -                  | -          | -          | -          | 9      | 0      |
| 2012-gen.2013            | Thanh Hóa                | PD                       | 21         | 3          | VC              | 0               | 0               | -                  | -                  | -                  | -          | -          | -          | 21     | 3      |
| gen.-giu. 2013           | Free State Stars         | PD                       | 8          | 1          | NC              | 1               | 0               | -                  | -                  | -                  | -          | -          | -          | 9      | 1      |
| 2013-feb.2014            | Pretoria University      | PD                       | 6          | 0          | NC              | 1               | 0               | -                  | -                  | -                  | MTN 8      | 1          | 0          | 8      | 0      |
| feb.-apr. 2014           | Milano United            | PD                       | 4          | 0          | NC              | 0               | 0               | -                  | -                  | -                  | -          | -          | -          | 4      | 0      |
| 2014                     | ATK                      | ISL                      | 12         | 5          | -               | -               | -               | -                  | -                  | -                  | -          | -          | -          | 12     | 5      |
| feb.-giu. 2015           | Bidvest Wits             | PD                       | 6          | 1          | NC              | 0               | 0               | -                  | -                  | -                  | -          | -          | -          | 6      | 1      |
| 2015                     | Chennaiyin               | ISL                      | 9+2        | 0+1        | -               | -               | -               | -                  | -                  | -                  | -          | -          | -          | 11     | 1      |
| 2016-mar.2017            | Sheikh Russel            | BL                       | ?          | ?          | CB              | ?               | ?               | -                  | -                  | -                  | -          | -          | -          | ?      | ?      |
| mar.-giu. 2017           | Highlands Park           | PD                       | 6          | 0          | NC              | 1               | 0               | -                  | -                  | -                  | -          | -          | -          | 7      | 0      |
| 2017-2018                | Mohammedan               | IL2                      | 4          | 0          | -               | -               | -               | -                  | -                  | -                  | -          | -          | -          | 4      | 0      |
| Totale Carriera          | Totale Carriera          | Totale Carriera          | 181        | 22         |                 | 4               | 0               |                    | 1                  | 0                  |            | 3          | 0          | 189    | 22     |

### Cronologia presenze e reti in nazionale
| Cronologia completa delle presenze e delle reti in nazionale ― Etiopia | Cronologia completa delle presenze e delle reti in nazionale ― Etiopia | Cronologia completa delle presenze e delle reti in nazionale ― Etiopia | Cronologia completa delle presenze e delle reti in nazionale ― Etiopia | Cronologia completa delle presenze e delle reti in nazionale ― Etiopia | Cronologia completa delle presenze e delle reti in nazionale ― Etiopia | Cronologia completa delle presenze e delle reti in nazionale ― Etiopia | Cronologia completa delle presenze e delle reti in nazionale ― Etiopia |
| Data                                                                   | Città                                                                  | In casa                                                                | Risultato                                                              | Ospiti                                                                 | Competizione                                                           | Reti                                                                   | Note                                                                   |
| ---------------------------------------------------------------------- | ---------------------------------------------------------------------- | ---------------------------------------------------------------------- | ---------------------------------------------------------------------- | ---------------------------------------------------------------------- | ---------------------------------------------------------------------- | ---------------------------------------------------------------------- | ---------------------------------------------------------------------- |
| 10-10-2010                                                             | Antananarivo                                                           | Madagascar                                                             | 0 – 1                                                                  | Etiopia                                                                | Qual. Coppa d'Africa 2012                                              | 1                                                                      |                                                                        |
| 08-10-2011                                                             | Addis Abeba                                                            | Etiopia                                                                | 4 – 2                                                                  | Madagascar                                                             | Qual. Coppa d'Africa 2012                                              | 1                                                                      |                                                                        |
| 12-11-2011                                                             | Gibuti                                                                 | Somalia                                                                | 0 – 0                                                                  | Etiopia                                                                | Qual. Mondiali 2014                                                    | -                                                                      | 34’                                                                    |
| 16-11-2011                                                             | Addis Abeba                                                            | Etiopia                                                                | 5 – 0                                                                  | Somalia                                                                | Qual. Mondiali 2014                                                    | -                                                                      | 62’                                                                    |
| Totale                                                                 |                                                                        | Presenze                                                               | 4                                                                      |                                                                        | Reti                                                                   | 2                                                                      |                                                                        |

## Palmarès

### Club

#### Competizioni nazionali
- Campionato etiope: 2

Saint George: 2004-2005, 2005-2006
- Supercoppa di Etiopia: 1

Saint George: 2005
- PSL Reserve League: 1

Orlando Pirates: 2007
- Premier Soccer League: 2

Supersport United: 2007-2008, 2008-2009
- Indian Super League: 2

Atlético de Kolkata: 2014
Chennaiyin: 2015

### Nazionale
- CECAFA Cup: 1

2005